# Kenneth Lonergan
Kenneth Lonergan, född 16 oktober 1962 i Bronx, New York, är en amerikansk dramatiker, manusförfattare och filmregissör.
Lonergan har tre gånger blivit nominerad till Oscar för bästa originalmanus för filmerna You Can Count on Me (2000), Gangs of New York (2002), och Manchester by the Sea (2016). För den sistnämnda vann han till slut en Oscar för Bästa originalmanus och var även nominerad till Oscar för bästa regi.

## Filmografi

### Regi och manus
- 2000 – You Can Count on Me
- 2011 – Margaret
- 2016 – Manchester by the Sea

### Endast manus
- 1993 – Doug (TV-serie) (Avsnitt: "Doug Throws a Party")
- 1999 – Analysera mera!
- 2000 – Rocky och Bullwinkle på äventyr
- 2002 – Analysera ännu mera
- 2002 – Gangs of New York